# (38792) 2000 RA49
2000 RA49 (asteroide 38792) é um asteroide da cintura principal. Possui uma excentricidade de 0.19096980 e uma inclinação de 8.26201º.
Este asteroide foi descoberto no dia 4 de setembro de 2000 por LINEAR em Socorro.